# Friedrich Ludwig von Schack
Friedrich Ludwig von Schack (* 11. August 1747 in Berlin; † 23. April 1829 in Erfurt) war ein preußischer Generalmajor.

## Leben
Seine Eltern waren Johann Georg von Schack (1694–1758) und dessen Ehefrau Anna Abigail, geborene von Hymmen († 1753). Der Generalmajor Wilhelm Georg von Schack (1751–1827) war sein Bruder.

### Militärkarriere
Schack kam am 1. Dezember 1760 als Kadett nach Berlin und wurde am 27. Mai 1766 mit Patent vom 3. November 1763 als Fähnrich im Infanterieregiment „von Hülsen“ der Preußischen Armee angestellt. Dort wurde er am 23. Mai 1770 Sekondeleutnant und als solcher am 22. März 1773 Adjutant des Herzogs von Braunschweig. Als Premierleutnant nahm Schack am Bayerischen Erbfolgekrieg teil und erhielt für das Gefecht bei Troppau den Orden Pour le Mérite.
Nach dem Krieg wurde er am 16. Dezember 1782 Stabskapitän sowie am 7. September 1783 Kapitän und Kompaniechef. Am 29. Juni 1786 wurde Schack als Major in das Infanterieregiment „von Eichmann“ versetzt. Dort wurde er am 24. Januar 1793 Bataillonskommandeur. Im Ersten Koalitionskrieg kämpfte er in den Schlachten bei Pirmasens und Kaiserslautern sowie in den Gefechten bei St. Imbert, Deidesheim, am Schätzel und der Kanonade von Saarbrücken. In der Zeit wurde er am 25. April 1794 als Kommandeur in das Infanterieregiment „von Kunitzky“ versetzt. Dort wurde er am 15. Januar 1796 Oberstleutnant und am 20. Mai 1798 Oberst mit Patent vom 14. Juni 1798. Am 15. September 1800 kam er als Kommandeur in das Infanterieregiment „von Laurens“ und erhielt am 20. Mai 1806 die Ernennung zum Generalmajor. Im Vierten Koalitionskrieg geriet Schack in die Kapitulation von Magdeburg und wurde am 11. November 1806 inaktiv gestellt. Das folgende Kriegsgericht kassierte ihn am 14. November 1809 und verurteilte ihn weiter zu zwei Jahren Festungshaft in Festung Spandau. Am 25. Januar 1810 erhielt er die Genehmigung den Arrest in der Stadt Spandau zu verbringen. Am 13. September 1814 erhielt er seinen Abschied ohne Pension. Eine Pension wurde ihm erst 1825 bewilligt. Er starb am 23. April 1829 in Erfurt.

### Familie
Schack war mit Karoline Henriette Christiane von Stutterheim (1766–1829) verheiratet. Das Paar hatte mehrere Kinder:
- Karoline Frederike Wilhelmine (1785–1807) ⚭ 1803 Carl von Haynau (1779–1856), kurhessischer Generalleutnant
- Charlotte Luise Auguste (* 1789)
- Ferdinand Friedrich Ludwig (* 1792)